# Catacombe di Villa Torlonia
Le catacombe di Villa Torlonia sono dei cimiteri sotterranei ebraici scoperti nell'omonima villa nel 1918.
Le indagini archeologiche si susseguirono dall'anno della scoperta proseguendo per i dodici anni successivi. La struttura possedeva due entrate differenti, di cui una rivolta su via Siracusa ed un'altra all'interno di Villa Torlonia. Si estendono per più di 13.000 m², e risalgono all'incirca fra il II ed il III secolo, con un uso ipotizzabile fino al V. Rilevanti sono quasi un centinaio di epigrafi, che comunque non presentano esempi di particolare rilievo, oltre che alcuni rari affreschi che presentano i classici simboli della religione ebraica. Le catacombe non sono ancora aperte al pubblico, a causa dell'instabilità della struttura e la presenza di gas tossici, quali radon, elio e anidride carbonica.
Uno studio dell'Università di Utrecht nei Paesi Bassi attraverso la datazione col radiocarbonio di campioni di legno prelevati dallo stucco che ricopre le aperture di molte tombe ha stabilito che la Catacomba di Villa Torlonia venne costruita fra il I secolo a.C. e il I secolo d.C., prima dunque di quelle cristiane, in uso solo a partire dal III secolo d.C.. Molto probabile quindi che fossero stati gli antichi ebrei di Roma a mettere a punto questo sistema che venne in seguito adottato dai cristiani per seppellire i loro morti.